# 河楼乡
河楼乡，是中华人民共和国四川省南充市阆中市曾经下辖的一个乡。2019年10月，撤销河楼乡，将其所属行政区域划归木兰镇管辖。

## 行政区划
河楼乡撤销前下辖以下地区：
大锣山村、牛鼻梁村、白虎村、安乐村、民主村和大房寨村。